# Saxifraga sorianoi
Saxifraga sorianoi är en stenbräckeväxtart som beskrevs av García Maroto, Gómez-merc.. Saxifraga sorianoi ingår i Bräckesläktet som ingår i familjen stenbräckeväxter. Inga underarter finns listade i Catalogue of Life.